# Ameroseius callosus
Ameroseius callosus es una especie de ácaro del género Ameroseius, familia Ameroseiidae. Fue descrita científicamente por Masan en 1998.
Esta especie ha sido registrada en Eslovaquia.